# Ramdew Chaitoe
Ramdew Chaitoe (19 december 1942 - Rotterdam, 6 juni 1994) was een Surinaams zanger en harmoniumspeler. Hij is de mogelijk eerste Surinaamse zanger die een album in de muziekstijl baithak gana uitbracht en de eerste Hindoestaanse zanger uit Suriname die doorbrak in het Caraïbische gebied.

## Biografie
Zijn vader, Pundit Shastrie Sewpersad Chaitoe, was landbouwer en daarnaast harmoniumspeler en liedschrijver van Hindoestaanse muziek. Hij leerde zijn zoon op jonge leeftijd muziek spelen en liet hem wekelijks optreden tijdens ceremonies in de Hindoetempel. De jongen trad vervolgens op met topartiesten uit de Surinaamse muziekwereld. Zijn zus is de zangeres Bidjanwatie Chaitoe.
In 1958 bracht hij het album King of Suriname uit, dat ook bekend staat onder de naam The star melodies of Ramdew Chaitoe. Het album is mogelijk het eerste baithak-gana-album in Suriname en bevat religieuze en volksliedjes die hun oorsprong kennen in de regio rond noordoostelijk India en Nepal. Tijdens zijn reizen door het Caraïbische gebied bouwde hij een naam op als zanger en harmoniumspeler. Met zijn album brak hij niet alleen door in eigen land, maar in de hele regio. Hij reisde door naar Europa en vervolgens naar New York, waar hij in 1976 een optreden gaf.
Chaitoe had een alcoholprobleem en overleed in Rotterdam in de avond van 6 juni 1994 aan een hartaanval terwijl hij sliep. Hij is 51 jaar oud geworden.
Hij liet tientallen muziekstukken na. Hij ging de geschiedenis in als een van de pilaren onder de Indo-Caraïbische muziek. Zijn album King of Suriname (1958) en het album Lets sing & dance (1968) van de Surinaamse zangeres Dropati bleven tot het eind van de eeuw genoteerd als de twee best verkochte Hindoestaanse albums in de Caraïben.